# Haukkavuori
För andra betydelser, se Haukkavuori (olika betydelser).
Haukkavuori 171 meter över havet är Södra Karelens högsta berg. Det ligger på gränsen mellan kommunerna Rautjärvi och Ruokolax.